# ليوبولدو فلوريس
ليوبولدو فلوريس (بالإسبانية: Leopoldo Flores)‏ هو نحات ورسام مكسيكي، ولد في 1934 في Tenancingo de Degollado ‏ في المكسيك، وتوفي في 3 أبريل 2016.